# Ульяновское (Калмыкия)
Ульяновское (нем. Deutsch-Chaginsk) — село в Яшалтинском районе Калмыкии, административный центр Ульяновского сельского муниципального образования. Расположено на реке Хагин-Сала в 7 км к югу от Яшалты.
Население — 2282 чел. (2021)

## Название
До 1949 года было известно как Немецко-Хагинское. В источниках встречаются различные варианты написания названия села: Хагинское Немецкое, Дейч-Хагинск, Хагинская. До 1924 году использовалось также название Кроненталь (Kronental).

## История
Основано как село Немецко-Хагинское в 1878 году на землях Большедербетовском улусе Ставропольской губернии немцами, переселившимися сюда из Бессарабской и колонии Беловеж Черниговской губернии. Первоначально относилось к Ново-Егорлыкской волости, затем была образована самостоятельная Немецко-Хагинская (Хагинско-Немецкая, Хагинская) волость. Село относилось к лютеранскому приходу приход Ставрополь. Также проживали баптисты. В 1915 году земельный надел составлял 4708 десятин, имелась мельница.
После революции село относилось к Воронцово-Николаевскому району Сальского округа Юго-Восточной области. В 1924 году передано в состав Большедербетовского улуса (с 1930 года - Западный улус) Калмыцкой АО (с 1935 года Калмыцкая АССР). В 1920-х от села Нем-Хагинка отпочковалось несколько хуторов, положивших начало новым немецким населенным пунктам, как-то Нейфельд, Рейнфельд, Шинбурн, Шинфельд, Фриденталь, Шинтёрл, Розенталь.
В сентябре 1929 года в селе была основана сельхозартель "Новый мир". Впоследствии было образовано 3 колхоза - Розы Люксембург, Карла Маркса и Moлотова. В 1938 году включено в состав Яшалтинского улуса (района) Калмыцкой АССР.
28 августа 1941 года был издан указ Президиума Верховного Совета СССР о переселении немцев, проживающих в районах Поволжья. По состоянию на 20 октября 1941 года в селе проживало 2 386 немцев. 7 ноября 1941 года немцы были депортированы в Северо-Казахстанскую область. 28 декабря 1943 года были депортированы калмыки. Указом Президиума ВС СССР от 27.12.1943 года «О ликвидации Калмыцкой АССР и образовании Астраханской области в составе РСФСР», как и другие населённые пункты Яшалтинского улуса Калмыкии село было включено в состав Ростовской области. В августе 1949 года село Нем-Хагин (так в источнике) было переименовано в село Ульяновское.
В 1956 году были отменены ограничения по передвижению для калмыков. В 1957 году село возвращено вновь образованной Калмыцкой автономной области. Немцы были реабилитированы лишь в 1968 году, ограничения по передвижению были полностью отменены лишь в 1974 году. После распада СССР большинство немцев, вернувшихся в село, эмигрировали.

## Общая физико-географическая характеристика
Село расположено в пределах северо-западной периферии Ставропольской возвышенности на правом берегу реки Хагин-Сала, на высоте 28 метров над уровнем моря. Рельеф местности равнинный, полого-увалистый. Общий уклон местности к северу, по направлению к реке Хагин-Сала. На реке имеется несколько прудов.
По автомобильной дороге расстояние до столицы Калмыкии города Элиста составляет 210 км, до ближайшего города Городовиковск - 44 км, до районного центра села Яшалта - 7 км. Село пересекает региональная автодорога Городовиковск — Яшалта.
Климат
Климат умеренный континентальный (согласно классификации климатов Кёппена-Гейгера — Dfa). Среднегодовая температура воздуха положительная и составляет + 10,2 °C, средняя температура самого холодного месяца января — 3,8 °C, самого жаркого месяца июля + 24,0 °C. Расчётная многолетняя норма осадков — 438 мм. Наименьшее количество осадков выпадает в феврале и марте (по 27 мм), наибольшее в июне (51 мм).
Часовой пояс
Ульяновское, как и вся Республика Калмыкия, находится в часовой зоне МСК (московское время). Смещение применяемого времени относительно UTC составляет +3:00.

## Население
| 1880  | 1897  | 1909  | 1916  | 1920  | 1925  | 1936  |
| ----- | ----- | ----- | ----- | ----- | ----- | ----- |
| 432   | ↗1558 | ↗2768 | ↘1962 | ↗2387 | ↘1876 | ↘1677 |
| 2002  | 2010  | 2011  | 2012  | 2013  | 2014  | 2015  |
| ↗2214 | ↗2410 | ↗2419 | ↘2401 | ↗2419 | ↗2429 | ↘2418 |
| 2016  | 2017  | 2018  | 2019  | 2020  | 2021  |       |
| ↗2423 | ↗2458 | ↗2465 | ↗2491 | →2491 | ↘2282 |       |

Национальный состав
Согласно результатам переписи 2002 года большинство населения посёлка составляли турки-месхетинцы (68 %)

## Социальная инфраструктура
В Ульяновском расположены дом культуры, библиотека, несколько магазинов. Среднее образование жители посёлка получают Ульяновской средней общеобразовательной школе. Mедицинское обслуживание жителей села обеспечивают врачебная амбулатория и Яшалтинская центральная районная больница. Ближайшее отделение скорой медицинской помощи расположено в селе Яшалта.
Село электрифицировано и газифицировано, имеется система централизованного водоснабжения. Водоотведение обеспечивается за счёт использования выгребных ям.